# Lilah Fear
Pour les articles homonymes, voir Fear.
 (janvier 2024).
La mise en forme du texte ne suit pas les recommandations de Wikipédia : il faut le « wikifier ».
Les points d'amélioration suivants sont les cas les plus fréquents. Le détail des points à revoir est peut-être précisé sur la page de discussion.
- Les titres sont pré-formatés par le logiciel. Ils ne sont ni en capitales, ni en gras.
- Le texte ne doit pas être écrit en capitales (les noms de famille non plus), ni en gras, ni en italique, ni en « petit »…
- Le gras n'est utilisé que pour surligner le titre de l'article dans l'introduction, une seule fois.
- L'italique est rarement utilisé : mots en langue étrangère, titres d'œuvres, noms de bateaux, etc.
- Les citations ne sont pas en italique mais en corps de texte normal. Elles sont entourées par des guillemets français : « et ».
- Les listes à puces sont à éviter, des paragraphes rédigés étant largement préférés. Les tableaux sont à réserver à la présentation de données structurées (résultats, etc.).
- Les appels de note de bas de page (petits chiffres en exposant, introduits par l'outil «  Source ») sont à placer entre la fin de phrase et le point final[comme ça].
- Les liens internes (vers d'autres articles de Wikipédia) sont à choisir avec parcimonie. Créez des liens vers des articles approfondissant le sujet. Les termes génériques sans rapport avec le sujet sont à éviter, ainsi que les répétitions de liens vers un même terme.
- Les liens externes sont à placer uniquement dans une section « Liens externes », à la fin de l'article. Ces liens sont à choisir avec parcimonie suivant les règles définies. Si un lien sert de source à l'article, son insertion dans le texte est à faire par les notes de bas de page.
- La présentation des références doit suivre les conventions bibliographiques. Il est recommandé d'utiliser les modèles {{Ouvrage}}, {{Chapitre}}, {{Article}}, {{Lien web}} et/ou {{Bibliographie}}. Le mode d'édition visuel peut mettre en forme automatiquement les références.
- Insérer une infobox (cadre d'informations à droite) n'est pas obligatoire pour parachever la mise en page.

Pour une aide détaillée, merci de consulter Aide:Wikification.
Si vous pensez que ces points ont été résolus, vous pouvez retirer ce bandeau et améliorer la mise en forme d'un autre article.
 (janvier 2024).
Si vous disposez d'ouvrages ou d'articles de référence ou si vous connaissez des sites web de qualité traitant du thème abordé ici, merci de compléter l'article en donnant les références utiles à sa vérifiabilité et en les liant à la section « Notes et références ».
Lilah Fear (née le 11 juin 1999) est une danseuse sur glace anglaise. Représentant la Grande-Bretagne avec son partenaire de patinage, Lewis Gibson, elle est médaillée d'argent aux Championnats d'Europe 2023 et 2024, six fois médaillée en Grand Prix (dont l'or au Trophée NHK 2023), quatre fois médaillée d'or en série Challenger, championne de l'Open de Bavière 2018 et six fois championne du national britannique (2017, 2019, 2020, 2022, 2023 et 2024).

## Vie privée
Lilah Fear est née le 11 juin 1999 à Greenwich, Connecticut, aux États-Unis, de parents canadiens. Elle a grandi à Londres, en Angleterre, et a fréquenté la South Hampstead High School. Lilah Fear possède la double nationalité britannico-canadienne. Elle a une sœur cadette, Sasha, qui a concouru en danse sur glace pour la Grande-Bretagne avec son ancien partenaire George Waddell . Elle a également une sœur aînée, Georgia, qui était une athlète de cross-country et d'athlétisme classée au niveau national au Dartmouth College et à l'Université de Virginie, et qui travaille désormais chez Goldman Sachs.
À l'automne 2018, Lilah Fear a commencé à étudier la psychologie et la communication à l'Université McGill à Montréal.

## Biographie

### Début de carrière
Fear a commencé à apprendre à patiner en 2004, à l'âge de 5 ans. Au cours de la saison 2013-2014, elle et Jacob Payne ont remporté le titre novice de danse sur glace aux championnats britanniques.
En 2014-2015, le couple Fear/Payne a reçu deux affectations au Grand Prix Junior et s'est classé quinzième dans les deux cas. En novembre 2014, ils ont reçu la médaille de bronze junior aux Championnats britanniques . Ils étaient alors entraînés par Phillip Poole à Slough, en Angleterre.

### Saison 2016-2017: Débuts du couple Fear/Gibson
Lilah Fear a commencé un partenariat avec Lewis Gibson, entraîné par Karen Quinn à la patinoire Alexandra Palace à Londres, en Angleterre, et par Romain Haguenauer à Montréal, Québec, au Canada. Le duo a fait ses débuts internationaux fin juillet 2016 au Lake Placid Ice Dance International, terminant onzième. Classés deuxièmes dans les deux segments, ils ont reçu la médaille d'argent lors d'un événement de la série Challenger, le Trophée Lombardia, en septembre. Ils se sont ensuite classés cinquièmes à la Coupe Internationale de Nice et quatrièmes à l' Open d'Andorre . En décembre, ils ont remporté le titre national britannique, en l'absence des champions de longue date Coomes / Buckland, et l'argent à la Coupe du Père Noël en Hongrie.
En janvier 2017, le couple Fear/Gibson se sont qualifiés pour le segment final des Championnats d'Europe à Ostrava, en République tchèque. Ils se sont classés dix-neuvième en danse courte, quatorzième en danse libre et quinzième au classement général. Ils ont fait leurs débuts au Championnat du monde plus tard cette saison-là, se classant vingt-deuxième.

### Saison 2017-2018
Au début de leur deuxième saison ensemble, Fear/Gibson se sont classés sixièmes à la Coupe Internationale de Nice et ont remporté des médailles d'argent à l'Open d'Andorre et au Ice Challenge. Ils ont participé à trois épreuves Challenger cette saison-là, se classant neuvième au Trophée CS Finlandia 2017 et au Trophée CS Lombardia 2017, ainsi que quatrième à la Coupe CS Varsovie 2017. Cette même saison, ils décrochent la médaille d'argent aux Championnats britanniques, derrière le couple Coomes/Buckland de retour dans la compétition. Ils ont ensuite concouru à nouveau à la Coupe du Père Noël, se classant quatrième.
À la fin de la saison, ils ont de nouveau été envoyés comme représentants de la Grande-Bretagne aux Championnats du monde 2018, se classant vingt-quatrième.

### Saison 2018-2019: les «Disco Brits»

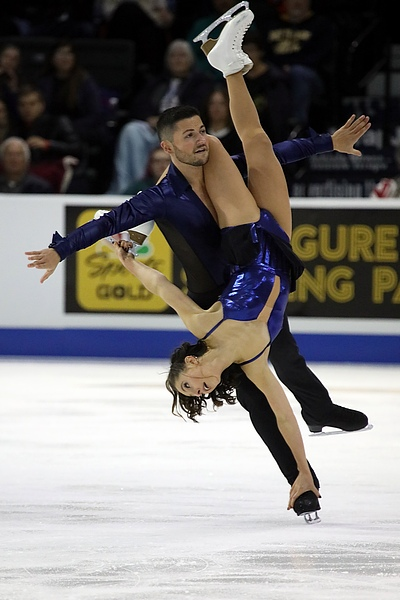
Fear & Gibson interprètent leur danse libre "disco" au Skate America 2018

Voulant se lancer un défi, Fear/Gibson a sélectionné pour leur danse libre un medley disco de chansons de Donna Summer et Earth, Wind and Fire. Tous deux se déclarent également fans du genre. Gibson a déclaré: "Beaucoup de routines de ces derniers temps ont été très lentes et lyriques, mais nous voulions faire quelque chose d'amusant et quelque chose qui se démarquerait pour nous aider à nous faire un nom."  Leur danse libre s'est avérée être un énorme succès auprès du public, facilitant ce qui serait une ascension spectaculaire au classement international. Ce qui a valu au duo d'être surnommé les « Disco Brits » par les fans de patinage. Fear a ensuite défini leur sélection musicale comme "un choix chanceux, et à partir de là, elle nous a complètement redirigés vers l'endroit où nous envisagions aller, ce que nous pensions être notre style et ce qui nous rend uniques".
Le couple Fear/Gibson a commencé la saison avec deux affectations de type Challenger, se classant quatrième au Trophée CS Nebelhorn 2018 et cinquième au Trophée CS Ondrej Nepela 2018. En octobre 2018, le couple a terminé cinquième au Skate America 2018 – leur premier Grand Prix. Un mois plus tard, ils ont amélioré leur classement en terminant quatrième au Trophée NHK 2018, réalisant de nouveaux records personnels en danse libre et en score global, se classant deuxième en danse libre.
Après avoir remporté leur deuxième titre national britannique, Fear/Gibson ont ensuite participé aux Championnats d'Europe 2019, se classant septième en danse rythmique et sixième en danse libre, pour la sixième place au classement général. Ils étaient satisfaits du résultat, Gibson commentant qu'ils "étaient arrivés avec l'objectif de terminer parmi les dix premiers après avoir terminé 15ème il y a deux ans. Nous avons maintenant réussi à obtenir deux places pour la Grande-Bretagne l'année prochaine, ce qui est vraiment excitant". Aux Championnats du monde 2019, ils se sont classés treizièmes, après avoir été qualifiés pour la danse libre pour la première fois à ce niveau.

### Saison 2019-2020: première médaille du Grand Prix
Après le succès de leur danse libre disco la saison précédente, Fear et Gibson ont choisi un medley de Madonna pour leur nouvelle danse libre, dans le but de poursuivre l'élan du succès passé avec des choix visant à plaire au public. Pour la danse rythmique, qui doit avoir un thème musical, ils ont opté pour des morceaux des Blues Brothers . Lilah Fear a fait remarquer qu'ils "savaient que cela pourrait remettre la foule sur pied, avec un peu de chance, et que les gens taperaient du pied".
Le couple Fear/Gibson a commencé la saison dans la série Challenger, remportant la médaille d'argent au CS Autumn Classic International 2019 après s'être classé cinquième en danse rythmique et deuxième en danse libre. Lors de leur deuxième Challenger, le CS Nebelhorn Trophy 2019, ils se sont classés sixième en danse rythmique et troisième en libre, pour la quatrième place au classement général. Ces deux performances leur ont permis d'être affectés à deux épreuves du Grand Prix, et ils ont débuté aux Internationaux Patinage Canada 2019, où ils se sont classés quatrième en danse rythmique et troisième en patinage libre, remportant la médaille de bronze. Leur première médaille en Grand Prix et la première pour une équipe britannique depuis 2014. Gibson a fait remarquer : "Pour nous, c'est énorme. Nous ne nous y attendions pas." En compétition à nouveau au Trophée NHK, ils ont terminé quatrièmes en danse rythmique, obtenant pour la première fois un score parfait sur les pas de danse imposée (Finnstep), appelés "pattern". A la suite de quoi ils ont terminé troisièmes en danse libre, mais sont restés quatrièmes au classement général.
Aux Championnats britanniques 2020, Fear/Gibson se sont classés premiers en danse rythmique, même si le couple se voit pénalisée d'une chute de Lilah lors des twizzles, et se sont classés premiers en libre, remportant leur troisième titre national. Dans ce qui s'est avéré être leur dernière épreuve de la saison, ils ont participé aux Championnats d'Europe 2020 et se sont classés sixièmes en danse rythmique, Fear perdant un niveau d'exécution lors des twizzle et n'obtenant qu'un des quatre points clés sur les pas de danse imposée (Finnstepp). Toutefois, cinquièmes de la danse libre, ils se hissent à la cinquième place du classement général. Ils avaient ensuite été désignés pour participer aux Championnats du monde à Montréal, mais ceux-ci ont été annulés en raison de la pandémie de coronavirus.

### Saison 2020-2021
Fear/Gibson ont été affectés au Skate Canada International 2020, mais cet événement a également été annulé en raison de la pandémie. Comme il n'y avait pas de championnats britanniques non plus pour la saison à la suite de la pandémie, le 3 décembre, ils ont été nommés pour comme représentant de l'équipe britannique au Championnat d'Europe, avec la plus jeune sœur de Lilah Fear, Sasha. Malheureusement, la compétition a également été annulée le 10 décembre.
Fear/Gibson ont alors de nouveau été nommés pour représenter la Grande-Bretagne aux Championnats du monde 2021 à Stockholm, où ils se sont classés huitièmes en danse rythmique avant de remonter à la septième place en danse libre, surpassant l'équipe canadienne Fournier Beaudry / Sørensen de 0,04 point. Leurs résultats ont permis à la Grande-Bretagne de pouvoir envoyer un deuxième couple en danse aux Championnats du monde de l'année suivante, ainsi que la possibilité d'envoyer deux couples aux Jeux olympiques d'hiver de 2022 à Pékin.

### Saison 2021-2022: Jeux olympiques de Pékin
Pour leur nouvelle danse libre de la saison, Fear/Gibson a choisi la bande originale signée Hans Zimmer du Roi Lion, la citant comme une histoire "universelle" sur "la recherche de sa force intérieure". Ils ont sélectionné un mélange de chansons de KISS pour la danse rythmique, que Gibson a expliqué comme étant liée à « la nostalgie et le désir de divertir. C'est ce que nous aimons faire ».
Fear/Gibson a débuté la saison au Trophée CS Finlandia 2021, remportant la médaille de bronze. Lors de leur première affectation en Grand Prix, les Internationaux Patinage Canada 2021, Fear/Gibson ont commis des erreurs dans les deux segments de la compétition, se retrouvant à une septième place étonnamment basse. Gibson a déclaré que ce n'était "pas ce que nous voulions faire, mais nous nous sentions forts et connectés dans la danse libre". Par la suite, ils se sont consacré à un temps d'entraînement intensif dans le court intervalle précédant leur deuxième événement majeur de la saison, le Trophée NHK 2021. Troisièmes dans les deux segments, malgré une erreur de Lewis Gibson en danse libre, ils ont remporté la médaille de bronze après avoir terminé quatrièmes lors de deux participations précédentes au Grand Prix du Japon. Fear a déclaré : "Nous avions vraiment hâte de venir ici pour progresser, et j'ai l'impression que nous l'avons fait." 
Après avoir remporté l'Open d'Andorre et leur quatrième titre national britannique, le couple Fear/Gibson a été choisi pour intégrer l'équipe olympique britannique. Gibson a déclarer : « avoir le sentiment que des années et des années de travail acharné et de dévouement ont porté leurs fruits est vraiment l'une des choses les plus satisfaisantes ». Aux Championnats d'Europe 2022, Fear/Gibson ont terminé quatrièmes en danse rythmique mais sont tombés à la cinquième place après une erreur de twizzle de Gibson lors de la danse libre.
En compétition aux Jeux olympiques d'hiver de 2022 dans l'épreuve de danse, Fear/Gibson ont terminé dixièmes en danse rythmique, puis neuvièmes en danse libre, restant dixièmes au classement général. Ils ont terminé la saison aux Championnats du monde 2022, organisés en l'absence des équipes de danse russes en raison de l'interdiction de participation de tous les athlètes russes, par l'Union internationale de patinage, du fait de l'invasion de l'Ukraine par leur pays. Fear/Gibson ont terminé septièmes en danse rythmique, mais se sont hissés au sixième rang grâce à un nouveau record personnel sur la danse libre.

### Saison 2022-2023: l'argent européen

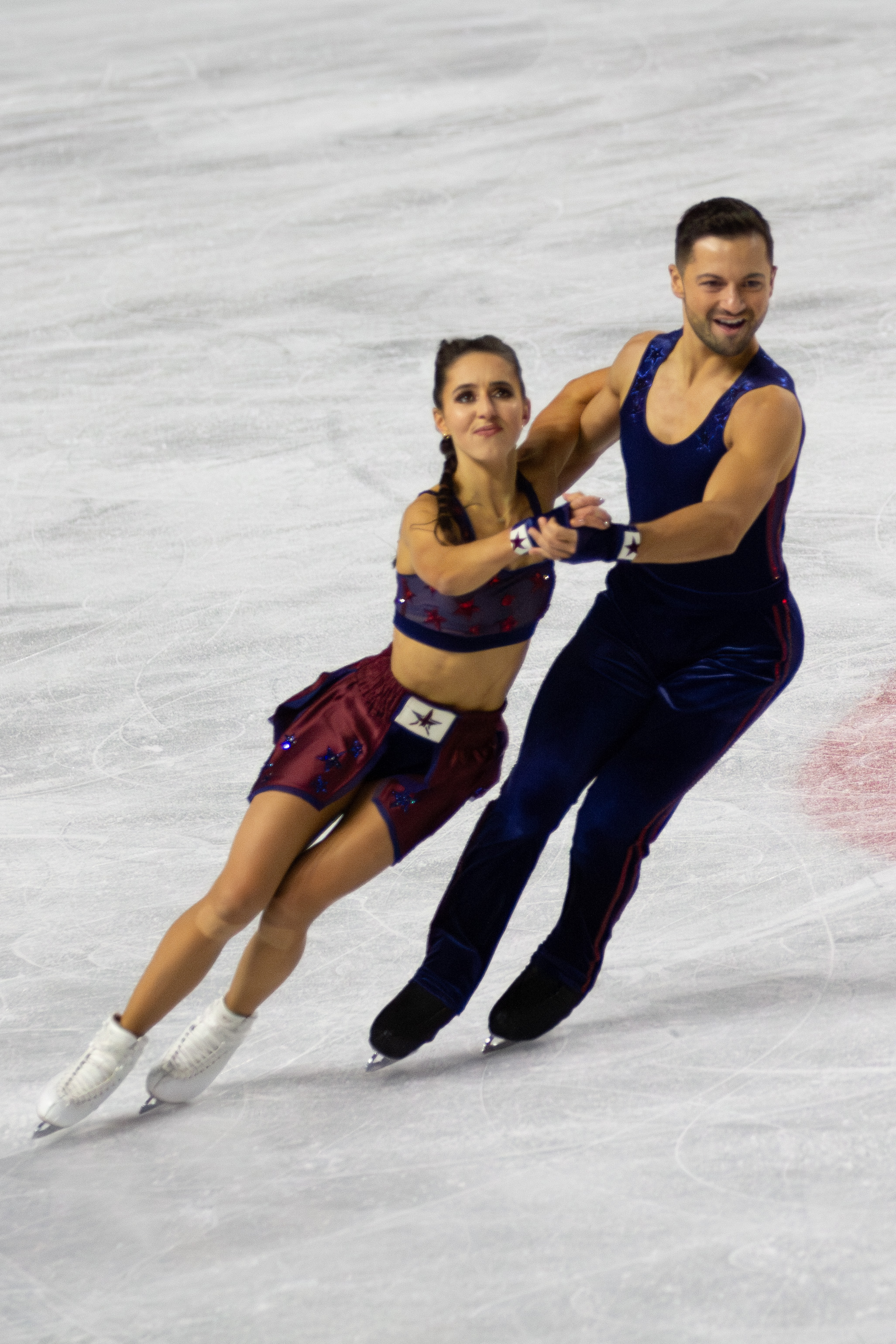
Fear/Gibson aux Internationaux Patinage Canada 2023

Fear et Gibson ont, cette fois, sélectionné pour leur danse libre un medley de chansons de Lady Gaga, dont "Born This Way". Un choix musical que Lilah Fear a commenté en disant qu'ils étaient "vraiment motivés par le message véhiculé". Ils ont commencé la saison lors de l'édition inaugurale de la Britannia Cup de British Ice Skating, remportant la médaille d'or. Ils sont également apparus à deux reprises sur le circuit Challenger, remportant l'or au CS US Classic 2022 et au CS Nebelhorn Trophy 2022, en établissant de nouveaux records personnels lors de ce dernier.
Lors du Grand Prix des Internationaux Patinage Canada 2022, le couple a encore une fois établi de nouveaux records personnels, en route vers une médaille d'argent. Deux semaines plus tard, ils ont eu l'occasion unique de participer à un Grand Prix sur leur sol national, la fédération britannique s'étant mobilisée pour accueillir le Trophée MK John Wilson 2022 au lieu de la Coupe de Chine, qui avait été annulée en raison de mesures chinoises prises en cas de pandémie. Gibson "ne pensait vraiment pas qu'un Grand Prix à domicile aurait lieu un jour". Ils se sont classés deuxièmes en danse rythmique, à 0,93 point des Italiens Guignard / Fabbri, avec des tribunes remplies de supporters vantant l'Union Jack et, en soutien à Gibson, le Saltire. Tous deux ont qualifié cela d'expérience remarquable. Fear à même déclaré : "nous sommes habitués à voir cela dans d'autres pays pour leurs équipes locales, donc le fait que ce soit aussi le cas pour nous était une réelle surprise."  Dans la danse libre, Gibson a perdu le contrôle pendant leur élément chorégraphique, ce qui leur a valu un score inférieur à leur record personnel, mais ils sont restés deuxièmes, leur permettant de remporter leur deuxième médaille d'argent. Leurs résultats les ont naturellement qualifiés pour la Finale du Grand Prix. Un grand événement pour la nation britannique et le couple puisqu'ils étaient la première équipe britannique à se qualifier pour la finale depuis Sinead et John Kerr plus de dix ans auparavant, en 2009.
Fear/Gibson ont remporté leur cinquième titre national britannique début décembre, Gibson déclarant pour l'occasion : "C'est toujours un honneur si spécial de graver à nouveau nos noms sur l'un des trophées sportifs les plus prestigieux de Grande-Bretagne". Puis ils ont terminé cinquièmes en danse rythmique lors de la finale du Grand Prix à Turin. Fear a comparé l'expérience de la Finale comme "un rêve d'aller à Disneyland". Ils ont terminé quatrièmes en danse libre et se sont hissés au quatrième rang du classement général à la suite d'une erreur majeure de leurs partenaires d'entraînement canadiens Fournier Beaudry / Sørensen, qui ont chuté au sixième rang. Fear et Gibson ont déclaré qu'ils étaient satisfaits de cette expérience et qu'ils prévoyaient de travailler sur leur technique avant les Championnats d'Europe, où ils étaient censés être en lice pour une médaille.
Aux Championnats d'Europe 2023 à Espoo, Fear/Gibson se sont inscrits dans l'espoir de défier Guignard/Fabbri pour la médaille d'or. Ils ont obtenu un score de 84,12 en danse rythmique, proche de leur record personnel, terminant deuxième dans ce segment derrière les Italiens et remportant leur première petite médaille européenne. Ils ont également terminé deuxièmes en danse libre, remportant la médaille d'argent, leur première médaille aux championnats de l'ISU. Mais il s'agit aussi de la première médaille européenne pour une équipe britannique depuis Coomes / Buckland en 2014, et du plus haut classement sur le podium depuis l'or de Torvill/Dean, presque vingt ans auparavant, en 1994.
Fear/Gibson ont conclu la saison aux Championnats du monde 2023, où ils ont terminé quatrième, leur meilleur record en carrière, à 3,15 points des médaillés de bronze Gilles / Poirier.

### Saison 2023-2024: médaille d'or en Grand Prix
Pour leur danse libre, Fear et Gibson ont utilisé la musique de la franchise cinématographique Rocky, citant ses thèmes principaux comme visant à « surmonter l'adversité et trouver de la force ». Lors de leur première compétition de la saison, Fear/Gibson ont remporté l'or au Nebelhorn Trophy pour la deuxième saison consécutive. Quelques semaines plus tard, ils ont remporté une deuxième médaille d'or en Challenger au CS Nepela Memorial 2023.
Lors du Grand Prix, l'équipe a de nouveau débuté aux Internationaux Patinage Canada 2023, remportant la médaille d'argent pour une deuxième année consécutive. Au Trophée NHK 2023, Fear/Gibson ont terminé deuxièmes en danse rythmique, à seulement 0,34 point des médaillés de bronze mondiaux en titre Guignard / Fabbri, les favoris de la compétition. Ils ont remporté la danse libre avec un score de 130,26, franchissant pour la première fois le seuil des 130 points, dépassant Guignard/Fabbri d'à peine 0,97 point et remportant la médaille d'or. Cette victoire n'est autre que leur première victoire en Grand Prix et la première pour une équipe de danse britannique. Ils ont salué le résultat comme « un rêve devenu réalité ».

## Palmarès
| Compétition                                                             | 2017    | 2018    | 2019    | 2020    | 2021    | 2022    | 2023    | 2024    | 2025    |  |  |  |  |  |  |  |  |  |  |
| Jeux olympiques d'hiver                                                 |         |         |         |         |         | 10e     |         |         |         |  |  |  |  |  |  |  |  |  |  |
| Championnats du monde                                                   | 22e     | 24e     | 13e     | CA      | 7e      | 6e      | 4e      | 4e      | 3e      |  |  |  |  |  |  |  |  |  |  |
| Championnats d’Europe                                                   | 15e     |         | 6e      | 5e      | CA      | 5e      | 2e      | 2e      | 3e      |  |  |  |  |  |  |  |  |  |  |
| Championnats de Grande-Bretagne                                         | 1re     | 2e      | 1re     | 1re     | CA      | 1re     | 1re     | 1re     | 1re     |  |  |  |  |  |  |  |  |  |  |
|                                                                         |         |         |         |         |         |         |         |         |         |  |  |  |  |  |  |  |  |  |  |
| Grand Prix ISU                                                          | 2016/17 | 2017/18 | 2018/19 | 2019/20 | 2020/21 | 2021/22 | 2022/23 | 2023/24 | 2024/25 |  |  |  |  |  |  |  |  |  |  |
| Finale du Grand Prix                                                    |         |         |         |         | CA      | CA      | 4e      | 4e      | 3e      |  |  |  |  |  |  |  |  |  |  |
| Skate America                                                           |         |         | 5e      |         |         |         |         |         | 1re     |  |  |  |  |  |  |  |  |  |  |
| Skate Canada                                                            |         |         |         | 3e      | CA      | 7e      | 2e      | 2e      |         |  |  |  |  |  |  |  |  |  |  |
| Coupe de Chine                                                          |         |         |         |         |         |         | 2e      |         |         |  |  |  |  |  |  |  |  |  |  |
| Coupe de Russie                                                         |         |         |         |         |         |         |         |         | 1re     |  |  |  |  |  |  |  |  |  |  |
| Trophée NHK                                                             |         |         | 4e      | 4e      |         | 3e      |         | 1re     |         |  |  |  |  |  |  |  |  |  |  |
| Légende : CA = Compétitions annulées à cause de la pandémie de Covid-19 |         |         |         |         |         |         |         |         |         |  |  |  |  |  |  |  |  |  |  |

## Programmes

### Avec Gibson
| Saison    | Danse rythmique | Danse Libre | Exhibition |
| --------- | --- | --- | --- |
| 2023–2024 | - Sweet Dreams (Are Made of This) (Hot Remix) - Here Comes the Rain Again - Sweet Dreams (Are Made of This) (Steve Angello Remix) by Eurythmics choreo. by Romain Haguenauer, Samuel Chouinard, Ginette Cournoyer              | - Gonna Fly Now (from Rocky) by Bill Conti - Gonna Fly Now (Variation) (from Rocky the Musical) performed by Rocky Broadway Orchestra - Eye of the Tiger performed by Tommee Profitt, Fjora - Eye of the Tiger (from Rocky III) by Survivor choreo. by Romain Haguenauer, Samuel Chouinard, Ginette Cournoyer | - Born This Way by Lady Gaga choreo. by Romain Haguenauer, Samuel Chouinard, Ginette Cournoyer                                                |
| 2022–2023 | - Vivir Mi Vida - Vivir Mi Vida (Version Pop) performed by Marc Anthony - No Me Ames by Marc Anthony and Jennifer Lopez choreo. by Romain Haguenauer, Samuel Chouinard, Ginette Cournoyer                                      | - Born This Way - Million Reasons by Lady Gaga choreo. by Romain Haguenauer, Samuel Chouinard, Ginette Cournoyer | - Born This Way by Lady Gaga choreo. by Romain Haguenauer, Samuel Chouinard, Ginette Cournoyer - Easy on Me performed by Adele & Ben Woodward |
| 2021–2022 | - Disco: I Was Made for Lovin' You - Blues: Forever - Disco: Rock and Roll All Nite by KISS choreo. by Romain Haguenauer, Samuel Chouinard, Ginette Cournoyer                                                                  | - Circle of Life/Nants' Ingonyama - They Live In You - He Lives in You - Circle of Life - King of Pride Rock/Circle of Life (Reprise) (from The Lion King) by Hans Zimmer choreo. by Romain Haguenauer, Samuel Chouinard, Ginette Cournoyer                                                                   | - Vogue - Like a Prayer by Madonna |
| 2019–2021 | - Swing: Soul Man - Quickstep: Everybody Needs Somebody to Love - Swing/Jive: Shake A Tail Feather (from The Blues Brothers) performed by The Blues Brothers choreo. by Romain Haguenauer, Samuel Chouinard, Ginette Cournoyer | - Vogue - Like a Prayer by Madonna choreo. by Romain Haguenauer, Samuel Chouinard, Ginette Cournoyer | - Car Wash by Rose Royce - Bad Girls - On the Radio by Donna Summer - Don't Stop 'Til You Get Enough by Michael Jackson                       |
| 2018–2019 | - Tango: Tango Flamenco by Armik - Flamenco: Volare (Nel blu dipinto di blu) by Gipsy Kings choreo. by Romain Haguenauer | - Bad Girls by Donna Summer - September by Earth, Wind and Fire - On the Radio by Donna Summer choreo. by Romain Haguenauer | |
| 2017–2018 | - Run by Tiggs Da Author - Temptation by Diana Krall - Maria by Ricky Martin choreo. by Romain Haguenauer | - Maria performed by Jim Bryant - Somewhere - America (from West Side Story) by Leonard Bernstein, Stephen Sondheim choreo. by Romain Haguenauer | |
| 2016–2017 | - Blues: Save My Soul performed by Big Bad Voodoo Daddy - Swing: Diga Diga Doo performed by Big Bad Voodoo Daddy | - You Raise Me Up by Josh Groban - The New Hope Waltz by Karl Hugo - You Raise Me Up by Josh Groban | |

### Avec Payne
| Saison    | Danse rythmique | Danse libre                                 |
| --------- | --- | ------------------------------------------- |
| 2015-2016 | - Fox-trot - Valse - Polka                                                                                                 | - Les misérables by Claude-Michel Schönberg |
| 2014-2015 | - Samba: Jazz-Machine by Black Machine - Rhumba: Le jardin secret by Zbigniew Preisner - Samba: Magalenha by Sérgio Mendes | - Le roi Lion by Hans Zimmer                |